# Rhodina hyporrhoda
Rhodina hyporrhoda là một loài bướm đêm trong họ Erebidae.